# Бар міцва та Бат міцва
Бар Міцва (Bar Mitzvah) — в юдаїзмі прийом 13-літніх хлопчиків у доросле юдаїстське об'єднання.
Бат Міцва (Bat Mitzvah) — прийом дівчаток 12 років.
Дитина підліток читає уривок з Тори в Суботу в синагозі і тим самим визнається повноправним членом конгрегації.
Бар міцва (івр. בַּר מִצְוָה, дос. «син заповіді»); Бат міцва (іврит בת מצוה, дос. «дочка заповіді»); у ашкеназькій вимові Бас міцва) — терміни, що застосовуються в юдаїзмі для опису досягнення єврейським хлопчиком або дівчинкою релігійного повноліття.